# Cratere Nofret
Nofret  è un cratere sulla superficie di Venere. Deve il proprio nome alla regina egizia della XII dinastia Nofret II (fl. XIX secolo a.C.).